# Statue de Jules Hardouin-Mansart
La statue de Jules Hardouin-Mansart est une sculpture de l'architecte français Jules Hardouin-Mansart réalisée en 1908 par le sculpteur Ernest Henri Dubois.
L'œuvre est située dans le jardin de l'Intendant, un espace vert de l'Hôtel des Invalides.
Hardouin-Mansart, premier architecte du roi Louis XIV et surintendant des bâtiments du roi, est avec Libéral Bruand, architecte de ce complexe.

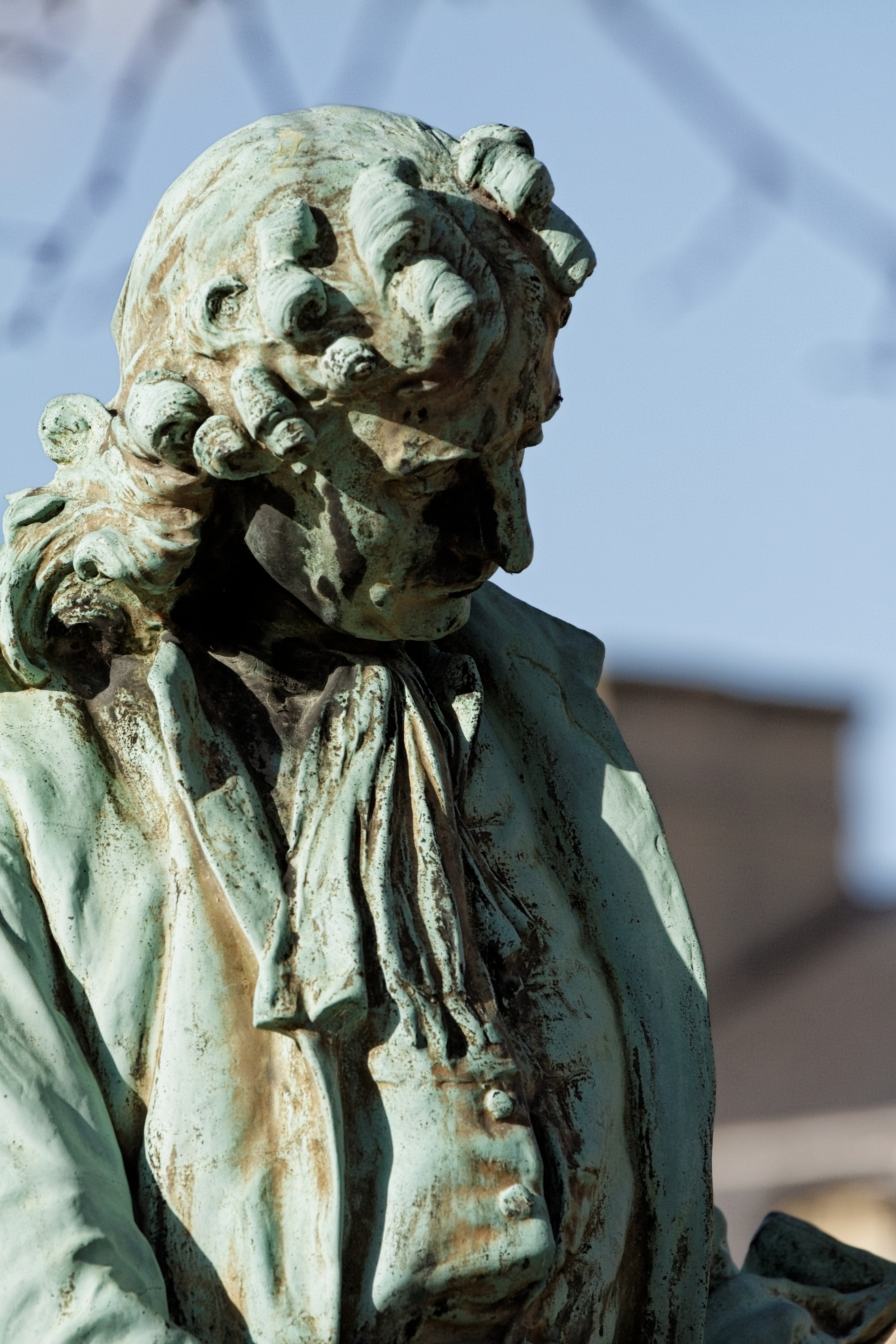
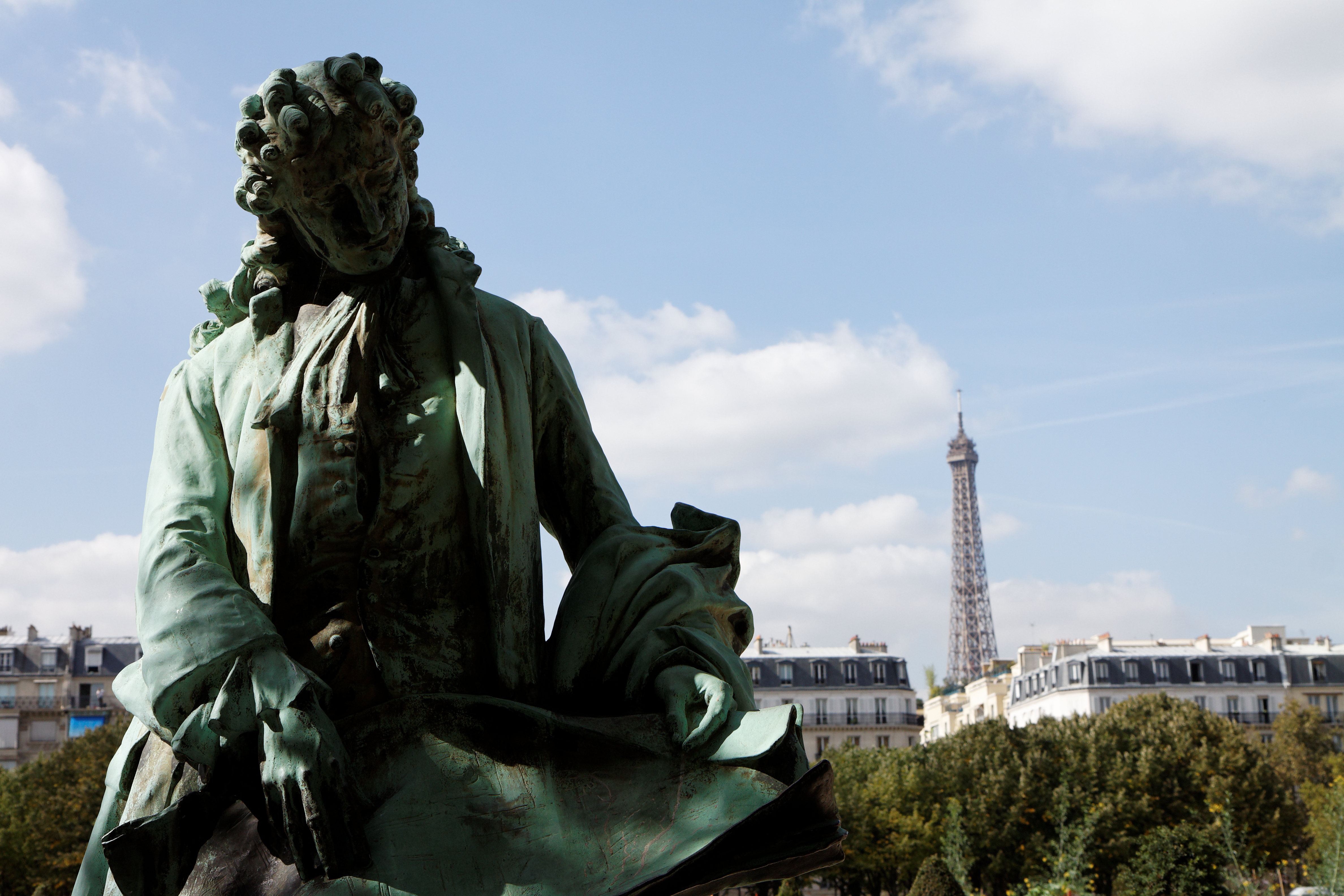
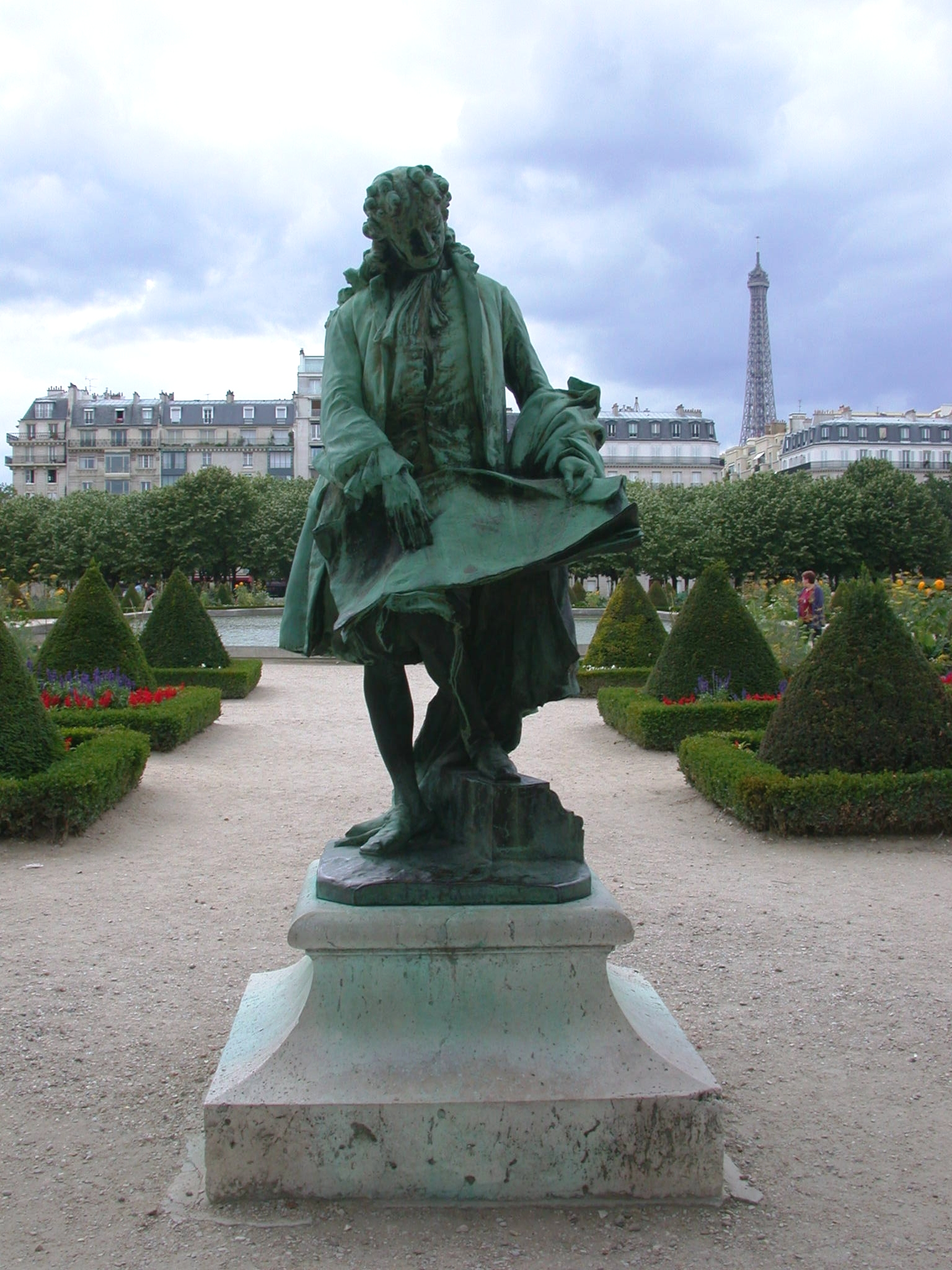